# Rob Roy (romance)
Rob Roy (1817) é um romance histórico escrito por Sir Walter Scott sobre Frank Osbaldistone, o filho de um comerciante inglês que viaja às Terras altas da Escócia para coletar um débito roubado de seu pai.  Rob Roy MacGregor, que dá título ao livro, aparece no romance várias vezes mas não é o personagem principal (de fato a narrativa não se move para a Escócia até a metade do livro).